# Escuela universitaria de ingenería técnica informática de Oviedo
Escuela universitaria de ingenería técnica informática de Oviedo är ett universitet i Spanien.   Det ligger i provinsen Province of Asturias och regionen Asturien, i den norra delen av landet, 400 km nordväst om huvudstaden Madrid. 